# Vivans
Vivans är en kommun i departementet Loire i regionen Auvergne-Rhône-Alpes i centrala Frankrike. Kommunen ligger i kantonen La Pacaudière som tillhör arrondissementet Roanne. År 2022 hade Vivans 231 invånare.

## Befolkningsutveckling
Antalet invånare i kommunen Vivans
| Referens: INSEE |